# Jean II d'Egmont
Jean II d'Egmont (en néerl. Jan II van Egmont) (1385-1451) surnommé Jean aux cloches, était seigneur d'Egmont et d'IJsselstein, ambachtheer de Breul, voogd de Gueldre (pour son fils Arnold van Egmont).

## Biographie
Jean II d'Egmont était le fils d'Arend van Egmont et de Yolanda van Leiningen. Jean est mentionné pour la première fois en 1405, lorsqu'il est invité à assister à une réunion à Hagestein. Il succède à son père en 1409 comme seigneur d'Egmont.
Son surnom de Jean aux cloches s'explique par les cloches qu'il portait sur son armure.
C'était un membre fougueux du parti des Cabillauds, donc un ennemi de Guillaume IV de Hainaut et de Jacqueline de Hainaut. Il a perdu ses domaines dans les guerres d'Arkel (1401-1412) et a pris possession d'IJsselstein (nl) après la mort de Guillaume IV.
Au printemps de 1417, Jacqueline le surprend avec l'aide des troupes de Hollande et du Sticht, lors du siège d'IJsselstein (nl). Après ce court siège livrant la cité, Jean II d'Egmont devait reconnaître la comtesse Jacqueline dans des conditions humiliantes : le traité de capitulation stipulait que tous les murs et portes de la ville devaient être démolis et qu'aucune enceinte ne devait être reconstruite pendant les 13 années suivantes. Jean II s'est alors enfui en Brabant, où il a participé au siège de Gorinchem dès l'automne avec ses partisans Cabillauds exilés. Il a réussi à prendre la fuite à nouveau après la défaite de cette tentative.
Jean II a été enterré dans la chapelle castrale (nl) du château d'Egmond (nl) en 1451.
Pour son très jeune fils Arnold, il fut protecteur du duché de Gueldre. Il fut aussi régent du duché de Gueldre de 1423 à 1433. Pour ce faire, il a contracté des garanties pour les prêts accordés à Jean III de Bavière et Philippe de Bourgogne. Il en reçut en échange la seigneurie de Leerdam.

## Mariage et descendance
Jean II était marié à Marie d'Arkel et de cette union deux garçons sont nés:
- Arnold (-1473), duc de Gueldre (par héritage)
- Guillaume (1412-1483), seigneur d'Egmont, seigneur d'IJsselstein, stathouder de Gueldre, marié en 1437 à Walburga van Moers, fille du comte Frederik van Moers.

Lors du mariage de Jean et Marie, cette dernière a reçu 6 000 couronnes françaises en cadeau de mariage de la part de Renaud IV de Gueldre.